# Lichenostomus flavescens
Lichenostomus flavescens é uma espécie de ave da família Meliphagidae.
Pode ser encontrada nos seguintes países: Austrália e Papua-Nova Guiné.
Os seus habitats naturais são: florestas subtropicais ou tropicais húmidas de baixa altitude e florestas de mangal tropicais ou subtropicais.